# رنوکوت
رنوکوت (به انگلیسی: Renukoot) یک منطقهٔ مسکونی در هند است که در Sonebhadra district واقع شده‌است. رنوکوت ۶۸٬۰۰۰ نفر جمعیت دارد و ۲۸۳ متر بالاتر از سطح دریا واقع شده‌است.